# 布拉夫顿 (印第安纳州)
布拉夫頓（英語：Bluffton）是一個位於美國印地安納州韋爾斯縣的城市。根據2010年美國人口普查，該地共人口9897人，而該地的面積約為21.63平方千米。同時該地也是韋爾斯縣的縣治。

## 地理
布拉夫頓的座標為40°44′17″N 85°10′20″W / 40.73806°N 85.17222°W，而該地的平均海拔高度為252米（即813英尺）。